# Округ Вестчестер (Њујорк)
Округ Вестчестер (енгл. Westchester County) је округ у америчкој савезној држави Њујорк. По попису из 2010. године број становника је 949.113.

## Демографија
Према попису становништва из 2010. у округу је живело 949.113 становника, што је 25.654 (2,8%) становника више него 2000. године.
| Група             | 2000.           | 2010.           |
| Белци             | 591.776 (64,1%) | 544.563 (57,4%) |
| Афроамериканци    | 131.132 (14,2%) | 138.118 (14,6%) |
| Азијати           | 41.367 (4,5%)   | 51.716 (5,4%)   |
| Хиспаноамериканци | 144.124 (15,6%) | 207.032 (21,8%) |
| Укупно            | 923.459         | 949.113         |